# 欧洲冠军联赛
欧洲冠军联赛（英語：UEFA Champions League；簡稱歐冠聯賽、歐冠盃、冠軍盃）是欧洲足联主办的年度俱乐部足球比赛，该赛事由欧洲顶级联赛的俱乐部队伍参加，通过聯赛階段和双回合淘汰赛，以及单场决赛的形式决出冠军。代表歐洲俱乐部足球最高荣誉，被譽為全世界最高競技水準的球會盃賽，估計每屆賽事約有超過十億電視觀眾觀看賽事，現與歐霸盃和歐會盃並稱「歐洲俱樂部三大盃」。
欧洲冠军联赛始创于1955年，被称为“欧洲俱乐部冠军杯”（法語：Coupe des Clubs Champions Européens），通称欧洲冠军杯（英語：European Cup）。最初，该赛事以直接淘汰制形式进行，并仅对欧洲各国的联赛冠军开放。随后在1991年引入小组赛环节，并于1992年更为现名。自1997-98赛季起，部分国家可派出最多4支球队参赛。目前，大部分欧洲国家仅能派出其联赛冠军参赛，而实力较强的联赛最多可派出四支球队。未能晋级欧冠的俱乐部有资格参加欧洲联赛及自2021年起举办的欧洲协会联赛。
现行赛制从六月下旬开始，包括三轮资格赛和一轮附加赛，均采用双回合制。六支晋级球队进入聯赛階段，与提前获得资格的30支球队会合。36支球队會透過以瑞士制為基礎的聯賽模式定出晉身淘汰赛阶段的球隊（在聯賽階段取得首八名的球隊直接晉身，餘下八隊會經淘汰附加賽決定）最终在五月底或六月初的决赛中决出冠军。赛事冠军将自动获得参加下一年度欧洲冠军联赛、歐洲超級盃及俱乐部世界杯的参赛资格。
在欧冠历史上，西班牙俱乐部以20次冠军居于榜首，英格兰和意大利分别以15次和12次获胜紧随其后。英格兰拥有最多的获胜球队，共六家俱乐部赢得冠军。迄今为止，共有23家俱乐部夺冠，其中13家俱乐部多次夺冠，8家成功卫冕。皇家马德里是该赛事历史上最成功的俱乐部，共赢得了15次冠军，包括首五届赛事冠军和最近十一届中的六次。只有拜仁慕尼黑以全胜战绩（2019–20赛季）夺得冠军。巴黎聖日耳門是現任冠軍，他們在2025年5月31日決賽中以5–0擊敗國際米蘭，首次赢得冠軍。

## 赛事沿革

### 诞生與歷史
第二次世界大战结束后，足球运动在世界范围内全面复兴，然而，无论是国家队之间的交流、还是俱乐部级别的赛事都为数寥寥。这时，法国人加布里埃尔·亚诺提出了创立欧洲俱乐部杯赛的构想。亚诺是欧洲足球先生评选活动的创始人，同时为法国《队报》和《法国足球》杂志撰稿，他敏锐地预感到有可能出现一个崭新的赛事，可以让欧洲各国顶尖俱乐部汇聚一堂。他提议由各国著名俱乐部以联赛制度创立一个新赛事。欧洲俱乐部杯赛的推动者们积极与国际足联和欧足联联系，但结果却令人失望，这两个组织都对非国家队参加的比赛不太感兴趣。但是亚诺的计划得到了皇家马德里、安德莱赫特、维也纳快速等数家俱乐部以及匈牙利足协的热情欢迎。
《隊報》委託其編輯部的一位負責人棗雅克德·里斯維克組織了一次由當時的歐洲主要俱樂部的代表參加的會議，以確定歐洲俱樂部間的比賽形式。儘管歐洲足聯在維也納執委會會議上重申不與非國家隊參加的比賽進行任何合作，但還是阻止不了各個協會派代表去巴黎。在這次歷史性的會議上，各家俱樂部對賽制達成了協議：比賽由各國聯賽冠軍參加；採用主客場淘汰賽制，如果兩隊積分和淨勝球都相同，則在第三者球場上舉行一場附加賽；冠軍杯的決賽須在歐洲足聯事先確定的球場上進行；在本隊球場比賽時，門票收入、廣告費和電視轉播費歸東道主處理。在這次會議上，還設立了一個執行委員會（皇家馬德里主席聖地亞哥·伯納烏任該委員會的第一副主席），委員會負責起草擬定歐洲俱樂部杯賽的要點，並通報了國際足協以求得到理解。
歐洲足聯的想法是組織另外一個杯賽，替代《隊報》和歐洲大部分俱樂部所提議舉行的歐洲俱樂部杯賽。這個杯賽的參賽者不是俱樂部，而是城市，目的是為了密切歐洲各城市間的友好聯繫和體育交往。但形勢的發展使國際足協改變了歐洲俱樂部杯賽的看法。他們看到比賽的確還象那麼回事，參加比賽球隊的水平也較高。另一方面，1954年在瑞士舉行的世界盃賽首次進行電視轉播並獲得成功後，使得歐洲電視機構支持歐洲俱樂部冠軍杯可能性增大，而這一點意味着擴大影響並賺錢。歐洲足聯開始重新考慮對這項歐洲俱樂部杯賽的態度。他們向杯賽的組織者們提出把組織比賽的權力交給歐洲足聯，俱樂部代表隊參加比賽須經所在國家協會批准等。 在所提出的條件被接受後，歐洲足聯執委會於1955年5月21日在巴黎召開會議，決定由歐洲足聯親自組織這項賽事，並將賽事定名為“歐洲冠軍俱樂部杯”，不再使用原稱“歐洲杯”。

### 後期歷史與改革
在1991–92赛季之前，冠军杯的赛制是纯粹的淘汰赛。这个赛季则在8强时设立了小组赛。1992–93赛季，冠军杯正式更名“欧洲冠军联赛”，比赛也发展成每个星期二和星期三进行。但人们习惯于将其称为欧洲冠军杯。在后来的几年中，冠军联赛的赛制又屡有变化，逐渐将分组循环赛制应用到复赛以前的比赛，参赛的球队也不再限于各国的联赛冠军以及上赛季的欧冠冠军，一些足球强国的联赛亚军也可以参赛。而这一切变化，都是为了增加比赛的场次，使参赛的各队能够得到更多的收益。
1998年，为了阻止各大俱乐部建立欧洲超级联赛的设想，欧足联决定从1999–2000赛季起对欧洲三大杯赛进行有史以来最大的改革——欧洲优胜者杯被取消併入欧洲足協杯。而根据欧洲俱乐部比赛成绩的排名，各国可以派出 1–4 支球队参加欧洲冠军联赛。又增加了一轮小组赛，第一阶段的小组赛由 32 支球队分成每组 4 队进行，每队进行 6 场比赛。8 个小组的前两名进入第二阶段的小组赛，第三名进入欧洲联盟杯第三轮。第二阶段小组赛决出8强晋级淘汰赛。2003–04赛季，欧洲冠军联赛取消了第二阶段小组赛，也就是产生十六强之后，直接开始进行淘汰赛，直到决出冠军为止。而淘汰賽階段開始進行对阵抽签，16強为8支小组头名对8支小组第二，但前提是对手不能为該届同組或同国家的球队。8強的抽签则没有同組及同國家的避免的限制，並同時間排布出直到决赛的对阵方，但自2012–13年欧洲冠军联赛起半決賽改为再次抽签。決賽前每個淘汰賽階段分首次回合，以兩隊的總得分作爲比分。如同分的話則計作客入球優惠，但再分不出勝負的話直接進入加時，作客入球優惠在加時同樣適用。如果加時都是分不出勝負就會進入互射十二碼的階段。由於決賽是一次過的比賽，所以會在中立球場舉行。基於公平原則，即使舉行決賽的球場為該球隊所屬的國家甚至主場亦需要分主客場次，同時亦方便球場管理。同樣地，如90分鐘内無法分出勝負就進入加時，如仍無法分出勝負就會進入互射十二碼的階段決出冠軍誰屬。
2004–05年度，冠軍利物浦因在同屆英超聯賽只取得第五名，未達參與2005–06年度欧冠的資格，為免出現衛冕冠軍球隊不能參賽的尷尬場面，歐洲足協特別批准利物浦參加歐冠外圍賽，之後亦修改參賽資格，應屆歐聯冠軍不論國內聯賽排名如何，均可直接取得來屆欧冠分組賽的參賽資格，但如果該冠軍隊的聯賽排名未能達到參賽資格，此冠軍隊就會佔有所屬的同一聯賽其中一個參賽名額，換言之該聯賽透過聯賽排名取得參賽的名額減少一個。2011–12年度冠軍車路士因同屆英超聯賽只取得第六名，成為首支改制後以衛冕冠軍身份參加下屆欧冠賽事的球隊。
2011–12年度，多隊「歐冠常客」如曼聯、阿積士等意外地在分組賽出局，須轉戰欧联杯。然而，這些球隊被指不積極參與欧联賽事。歐洲足協為防止歐洲豪門冷待欧联杯的風氣，故在2015–16年赛季起，如應届歐聯冠軍的衛冕席位沒有被佔用 (即是應届歐聯冠軍隊已憑國內聯賽排名取得參賽資格)，應届歐霸盃冠軍可直接進入來季欧冠分組賽階段，但若應届歐霸盃冠軍已憑國內聯賽排名取得參賽資格，此參賽名額將轉至排名較後的聯賽冠軍取代。同時本賽季歐聯的分組抽籤改例，頭號種子由一個衛冕冠軍加近五季歐洲足協系數最高分的七支球隊組成，改爲由一個衛冕冠軍加歐洲七大聯賽的冠軍球隊組成。如2014年起連奪三屆欧联杯冠軍的西維爾，是首支以欧联冠軍身份參與2015–16年赛季的欧冠賽事，但由於在分組賽得第三而須再次轉戰欧联杯，其後再決賽擊敗利物浦而衛冕欧联杯成功，更粉碎對方再返欧冠的希望。
2016年10月份，欧足联官方宣布正式批准欧冠改革，从2018–19赛季起，欧战积分排名前四的联赛，前四名将直接进入欧冠小组赛。若歐聯冠軍通過本國聯賽獲歐聯資格，其名額將歸歐洲足協排名第11聯賽冠軍；若歐霸冠軍通過本國聯賽獲欧冠資格，其名額將歸歐洲足協排名第5聯賽季軍。歐洲足協更規定，每個聯賽不得超過5支球隊參加歐聯。所有外圍賽落敗者都會轉戰至歐洲聯賽。
2022年起，外圍賽最初幾輪落敗者，轉戰欧足联欧洲协会联赛。
2021年4月19日，欧足联发布公告，欧冠改革方案通过，2024/2025赛季起将采用新的比赛形式：1、欧冠球队总数将从32支增加到36支；2、将从传统小组赛模式更改为所有参赛球队在内的单联赛模式；3、每支球队将至少参加8场比赛（4主4客），而不是之前的6场比赛（3主3客）；4、联赛前八名将自动进入淘汰赛阶段，而排名第九至第二十四名的球队将参加两回合附加赛，以此确定16强名额。
歐冠改革後擴增的4支球隊，其中1支給了排名第五聯賽的第三名，另一個給了附加賽冠軍組(原先有4個名額變成5個)，另外兩個本來預計給過去5年來，俱樂部積分最高，同時有拿到歐冠附加賽、欧联和歐協杯資格，卻沒晉級歐冠正賽的球隊，但因受到各界反彈，於2022.5.11又公布新賽制修改為這兩個名額會給予前一個賽季歐戰積分最高的兩個協會，比如本賽季(2021-2022)歐戰積分最高的是英超和荷甲，下個賽季這兩個聯賽就能多獲得一個歐冠的席次。
2021年休賽期間，受到歐洲超級聯賽的衝擊，除了歐足聯表達參賽俱樂部和球員可能會被禁止參加包括歐洲賽事和國際賽事在內的全部歐洲足總和國際足總的比賽，還有上至歐足聯、政府，下至小球會甚至球迷甚至其他體育項目愛好者都強烈批評超級聯賽。目前在歐洲超級聯賽也對歐冠給予批評。

### 奖杯

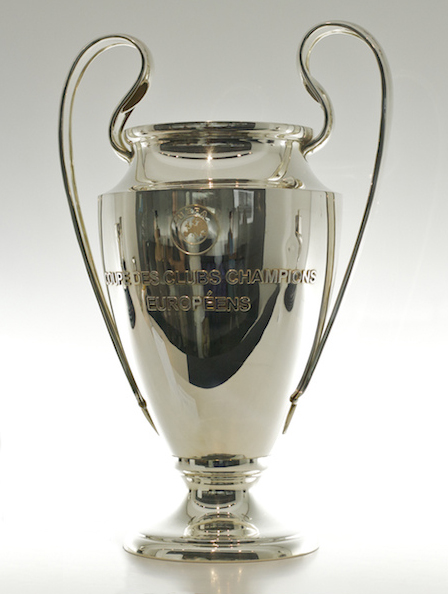
歐洲冠軍球會盃

1966年，第六次夺冠的皇家马德里永远留住了第一座原始奖杯。奖杯外形别致，奖杯连底座重 8 公斤，净高 42 厘米，连底座高 50 厘米。冠军球队的队长们都可以很轻松地把它举过头顶。当时的欧足联秘书长班格特决定，重新设计一座奖杯，这一重任由瑞士专家斯塔德尔曼担当。1967年设计了新的奖杯，高 74 厘米，重 11 公斤，即大耳朵杯。
1968–69赛季始，欧足联规定，夺冠的球队必须在下赛季的决赛之前将奖杯交还，不过他们可以保留一座复制品，但复制的奖杯不能超过原件大小的五分之四。赢得5次冠军或者是连续赢得三届冠军的球队，则可以永久保留一座奖杯真品，欧足联之后就会再打造出一个新的真品大耳朵奖杯继续使用。当然新奖杯的形状和尺寸都不会改变，只不过是换了一个新的大耳朵奖杯而已。阿贾克斯和拜仁慕尼黑曾连续三届夺得冠军，AC米兰和利物浦队获得过五次冠军，因此他们都各收藏了一座奖杯，2006/07赛季及之后的奖杯也就成了第六座。2009年欧足联规定奖杯不再被永久保留，所以只有上述五支球队永久保留了奖杯真品。目前第五座獎杯真品為利物浦所擁有，因其於2004-05年度球季第五度奪冠。

## 賽制

### 参赛名额分配
以下是2024年改制后預設的名额分配。
|                          |                          | 進入此圈球隊 | 由上一圈晉級球隊                                          |
| ------------------------ | ------------------------ | --- | --------------------------------------------------------- |
| 预选赛第一轮 (32 支球队) | 预选赛第一轮 (32 支球队) | - 32 队联赛冠军（欧战积分排名 23 - 55的足联，除列支敦士登以外） |                                                           |
| 预选赛第二轮             | 冠军途径 (24 支球队)     | - 8 队联赛冠军（欧战积分排名 15 - 22 的足联） | - 16 队预选赛第一轮胜者                                   |
| 预选赛第二轮             | 联赛途径 (6 支球队)      | - 6 队联赛亚军（欧战积分排名 10 - 15 的足联） |                                                           |
| 预选赛第三轮             | 冠军途径 (12 支球队)     | | - 12 队预选赛第二轮（冠军途径）胜者                       |
| 预选赛第三轮             | 联赛途径 (8 支球队)      | - 3 队联赛亚军（欧战积分排名 7 - 9 的足联） - 1 队联赛季军（欧战积分排名 6 的足联） - 1 队联赛殿军（欧战积分排名 5 的足联） | - 3 队预选赛第二轮（联赛途径）胜者                        |
| 附加赛                   | 冠军途径 (10 支球队)     | - 4 队联赛冠军（欧战积分排名 11 - 14 的足联） | - 6 队预选赛第三轮（冠军途径）胜者                        |
| 附加赛                   | 联赛途径 (4 支球队)      | | - 4 队预选赛第三轮（联赛途径）胜者                        |
| 瑞士轮 (32 支球队)       | 瑞士轮 (32 支球队)       | - 上屆欧洲冠军联赛冠军 - 上屆欧洲联赛冠军 - 10 队联赛冠军（欧战积分排名 1 - 10 的足联） - 6 队联赛亚军（欧战积分排名 1 - 6 的足联） - 5 队联赛季军（欧战积分排名 1 - 5 的足联） - 4 队联赛殿军（欧战积分排名 1 - 4 的足联） - 2 队来自过去1年歐洲足協系數最高的足联 | - 5 队附加赛（冠军途径）胜者 - 2 队附加赛（联赛途径）胜者 |
| 淘汰赛附加赛 (16 支球队) | 淘汰赛附加赛 (16 支球队) | | - 瑞士轮排名 9 -24 的 16 支球队                           |
| 淘汰赛 (16 支球队)       | 淘汰赛 (16 支球队)       | | - 淘汰赛附加赛 8 支晋级球队 - 瑞士轮排名 1 -8 的 8 支球队 |

若欧洲冠军联赛或欧洲联赛卫冕冠军已通过本国联赛成绩获得参赛资格，则上表会有以下变更：
- 应届欧洲冠军联赛卫冕冠军若通过本国联赛获得本届瑞士轮参赛资格，则本届资格赛成绩最好的冠军球队递补进入瑞士轮，并且此前轮次预选赛中欧战积分排名最高的联赛冠军也将被相应晋升至下一轮预选赛。
- 应届欧洲联赛卫冕冠军若通过本国联赛获得小组赛参赛资格，则本届资格赛成绩最好的球队进入瑞士轮（欧战积分排名 11 - 15的足联除外），早前轮次中欧战积分排名最高的足联参赛队也相应晋升至下一轮预选赛。
- 欧洲冠军联赛或欧洲联赛若通过本国联赛获得本届资格赛参赛资格，他们在资格赛的席位轮空，由欧战积分排名最高的足联参赛队递补。

以下是2024年改制前預設的名额分配。
|                          |                          | 進入此圈球隊 | 由上一圈晉級球隊                                          |
| ------------------------ | ------------------------ | --- | --------------------------------------------------------- |
| 初賽圈 (4 支球队)        | 初賽圈 (4 支球队)        | - 4 队联赛冠军（欧战积分排名 52 - 55 的足联） |                                                           |
| 预选赛第一轮 (34 支球队) | 预选赛第一轮 (34 支球队) | - 33 队联赛冠军（欧战积分排名 18 - 51 的足联，除列支敦士登以外） | - 1 队初赛圈胜者                                          |
| 预选赛第二轮             | 冠军途径 (20 支球队)     | - 3 队联赛冠军（欧战积分排名 15 - 17 的足联） | - 17 队预选赛第一轮胜者                                   |
| 预选赛第二轮             | 联赛途径 (6 支球队)      | - 6 队联赛亚军（欧战积分排名 10 - 15 的足联） |                                                           |
| 预选赛第三轮             | 冠军途径 (12 支球队)     | - 2 队联赛冠军（欧战积分排名 13 - 14 的足联） | - 10 队预选赛第二轮（冠军途径）胜者                       |
| 预选赛第三轮             | 联赛途径 (8 支球队)      | - 3 队联赛亚军（欧战积分排名 7 - 9 的足联） - 2 队联赛军（欧战积分排名 5 - 6 的足联） | - 3 队预选赛第二轮（联赛途径）胜者                        |
| 附加赛                   | 冠军途径 (8 支球队)      | - 2 队联赛冠军（欧战积分排名 11 - 12 的足联） | - 6 队预选赛第三轮（冠军途径）胜者                        |
| 附加赛                   | 联赛途径 (4 支球队)      | | - 4 队预选赛第三轮（联赛途径）胜者                        |
| 小组赛 (32 支球队)       | 小组赛 (32 支球队)       | - 上屆欧洲冠军联赛冠军 - 上屆欧洲联赛冠军 - 10 队联赛冠军（欧战积分排名 1 - 10 的足联） - 6 队联赛亚军（欧战积分排名 1 - 6 的足联） - 4 队联赛军（欧战积分排名 1 - 4 的足联） - 4 队联赛殿军（欧战积分排名 1 - 4 的足联） | - 4 队附加赛（冠军途径）胜者 - 2 队附加赛（联赛途径）胜者 |
| 淘汰赛 (16 支球队)       | 淘汰赛 (16 支球队)       | | - 8 队小组赛第一名 - 8 队小组赛第二名                     |

若欧洲冠军联赛或欧洲联赛卫冕冠军已通过本国联赛成绩获得参赛资格，则上表会有以下变更：
- 若欧洲冠军联赛卫冕冠军已通过本国联赛获得小组赛参赛资格，则欧战积分排名 11 的足联（2019–2020赛季为奥地利）的联赛冠军将直接进入小组赛，并且此前轮次预选赛中欧战积分排名最高的联赛冠军也将被相应晋升至下一轮预选赛。
- 若欧洲联赛卫冕冠军已通过本国联赛获得小组赛参赛资格，则欧战积分排名 5 的足联（法国）的联赛季军将直接进入小组赛，并且预选赛第二轮中欧战积分排名最高的联赛亚军也将被相应晋升至下一轮预选赛。
- 若欧洲冠军联赛或欧洲联赛卫冕冠军已通过本国联赛获得预选赛参赛资格，则该预选赛席位轮空，此前轮次中欧战积分排名最高的足联的参赛队将被相应晋升至下一轮预选赛。
- 每个足联最多只能有5支参赛球队。[12]因此，若欧洲冠军联赛及欧洲联赛卫冕冠军均来自欧战积分排名 1 - 4 的同一足联，且在联赛中均未能进入前四位，则该联赛殿军将无法参加欧洲冠军联赛，需转战欧洲联赛。

## 歷屆決賽
| † | 比賽以加時決定勝負   |
| * | 比賽以十二碼決定勝負 |
| & | 比賽以重賽決定勝負   |

| 年份    | 冠軍           | 比數     | 亞軍           | 決賽場地                               | 入場人數 |
| ------- | -------------- | -------- | -------------- | -------------------------------------- | -------- |
| 1955–56 | 皇家馬德里     | 4–3      | 蘭斯           | 法國巴黎王子公園體育場                 | 38,239   |
| 1956–57 | 皇家馬德里     | 2–0      | 費倫天拿       | 西班牙馬德里班拿貝球場                 | 124,000  |
| 1957–58 | 皇家馬德里     | 3–2†     | AC米蘭         | 比利时布魯塞爾希素球場                 | 67,000   |
| 1958–59 | 皇家馬德里     | 2–0      | 蘭斯           | 西德斯圖加特內卡爾體育場               | 72,000   |
| 1959–60 | 皇家馬德里     | 7–3      | 法蘭克福       | 苏格兰格拉斯哥咸普頓公園球場           | 127,621  |
| 1960–61 | 賓菲加         | 3–2      | 巴塞隆拿       | 瑞士伯爾尼雲克多夫球場                 | 26,732   |
| 1961–62 | 賓菲加         | 5–3      | 皇家馬德里     | 荷蘭阿姆斯特丹奧林匹克體育場           | 61,256   |
| 1962–63 | AC米蘭         | 2–1      | 賓菲加         | 英格兰倫敦溫布利球場                   | 45,715   |
| 1963–64 | 國際米蘭       | 3–1      | 皇家馬德里     | 奥地利維也納普拉特球場                 | 71,333   |
| 1964–65 | 國際米蘭       | 1–0      | 賓菲加         | 義大利米蘭聖西路球場                   | 89,000   |
| 1965–66 | 皇家馬德里     | 2–1      | 柏迪遜         | 比利时布魯塞爾希素球場                 | 46,745   |
| 1966–67 | 些路迪         | 2–1      | 國際米蘭       | 葡萄牙里斯本國家體育場                 | 45,000   |
| 1967–68 | 曼聯           | 4–1†     | 賓菲加         | 英格兰倫敦溫布利球場                   | 92,225   |
| 1968–69 | AC米蘭         | 4–1      | 阿積士         | 西班牙馬德里班拿貝球場                 | 31,782   |
| 1969–70 | 飛燕諾         | 2–1†     | 些路迪         | 義大利米蘭聖西路球場                   | 53,187   |
| 1970–71 | 阿積士         | 2–0      | 彭拿典奈高斯   | 英格兰倫敦溫布利球場                   | 83,179   |
| 1971–72 | 阿積士         | 2–0      | 國際米蘭       | 荷蘭鹿特丹飛燕諾球場                   | 61,354   |
| 1972–73 | 阿積士         | 1–0      | 祖雲達斯       | 南斯拉夫貝爾格萊德紅星體育場           | 89,484   |
| 1973–74 | 拜仁慕尼黑     | 4–0&*[A] | 馬德里體育會   | 比利时布魯塞爾希素球場                 | 72,047   |
| 1974–75 | 拜仁慕尼黑     | 2–0      | 列斯聯         | 法國巴黎王子公園體育場                 | 48,374   |
| 1975–76 | 拜仁慕尼黑     | 1–0      | 聖伊天         | 苏格兰格拉斯哥咸普頓公園球場           | 54,864   |
| 1976–77 | 利物浦         | 3–1      | 慕遜加柏       | 義大利羅馬奧林匹克體育場               | 52,078   |
| 1977–78 | 利物浦         | 1–0      | 布魯日         | 英格兰倫敦溫布利球場                   | 92,500   |
| 1978–79 | 諾定咸森林     | 1–0      | 馬模           | 西德慕尼黑奧林匹克體育場               | 57,500   |
| 1979–80 | 諾定咸森林     | 1–0      | 漢堡           | 西班牙馬德里班拿貝球場                 | 51,000   |
| 1980–81 | 利物浦         | 1–0      | 皇家馬德里     | 法國巴黎王子公園體育場                 | 48,360   |
| 1981–82 | 阿士東維拉     | 1–0      | 拜仁慕尼黑     | 荷蘭鹿特丹飛燕諾球場                   | 46,000   |
| 1982–83 | 漢堡           | 1–0      | 祖雲達斯       | 希腊雅典奧林匹克體育場                 | 73,500   |
| 1983–84 | 利物浦         | 1–1*[B]  | 羅馬           | 義大利羅馬奧林匹克體育場               | 69,693   |
| 1984–85 | 祖雲達斯       | 1–0      | 利物浦         | 比利时布魯塞爾希素球場                 | 58,000   |
| 1985–86 | 布加勒斯特星隊 | 0–0*[C]  | 巴塞隆拿       | 西班牙塞維利亞拉蒙·桑切斯·皮斯胡安球場 | 70,000   |
| 1986–87 | 波圖           | 2–1      | 拜仁慕尼黑     | 奥地利維也納普拉特球場                 | 57,500   |
| 1987–88 | PSV燕豪芬      | 0–0*[D]  | 賓菲加         | 西德斯圖加特內卡爾體育場               | 68,000   |
| 1988–89 | AC米蘭         | 4–0      | 布加勒斯特星隊 | 西班牙巴塞隆拿魯營球場                 | 97,000   |
| 1989–90 | AC米蘭         | 1–0      | 賓菲加         | 奥地利維也納普拉特球場                 | 57,558   |
| 1990–91 | 貝爾格萊德紅星 | 0–0*[E]  | 馬賽           | 義大利巴里聖尼古拉球場                 | 56,000   |
| 1991–92 | 巴塞隆拿       | 1–0†     | 森多利亞       | 英格兰倫敦溫布利球場                   | 70,827   |
| 1992–93 | 馬賽           | 1–0      | AC米蘭         | 德国慕尼黑奧林匹克體育場               | 64,400   |
| 1993–94 | AC米蘭         | 4–0      | 巴塞隆拿       | 希腊雅典奧林匹克體育場                 | 70,000   |
| 1994–95 | 阿積士         | 1–0      | AC米蘭         | 奥地利維也納安斯夏普球場               | 49,730   |
| 1995–96 | 祖雲達斯       | 1–1*[F]  | 阿積士         | 義大利羅馬奧林匹克體育場               | 70,000   |
| 1996–97 | 多蒙特         | 3–1      | 祖雲達斯       | 德国慕尼黑奧林匹克體育場               | 59,000   |
| 1997–98 | 皇家馬德里     | 1–0      | 祖雲達斯       | 荷蘭阿姆斯特丹阿姆斯特丹球場           | 48,500   |
| 1998–99 | 曼聯           | 2–1      | 拜仁慕尼黑     | 西班牙巴塞隆拿魯營球場                 | 90,245   |
| 1999–00 | 皇家馬德里     | 3–0      | 華倫西亞       | 法國聖但尼法蘭西體育場                 | 80,000   |
| 2000–01 | 拜仁慕尼黑     | 1–1*[G]  | 華倫西亞       | 義大利米蘭聖西路球場                   | 71,500   |
| 2001–02 | 皇家馬德里     | 2–1      | 利華古遜       | 苏格兰格拉斯哥咸普頓公園球場           | 50,499   |
| 2002–03 | AC米蘭         | 0–0*[H]  | 祖雲達斯       | 英格兰曼徹斯特奧脫福球場               | 62,315   |
| 2003–04 | 波圖           | 3–0      | 摩納哥         | 德国蓋爾森基興傲赴史浩克競技場         | 53,053   |
| 2004–05 | 利物浦         | 3–3*[I]  | AC米蘭         | 土耳其伊斯坦堡阿塔圖克奧林匹克體育場   | 69,000   |
| 2005–06 | 巴塞隆拿       | 2–1      | 阿仙奴         | 法國聖但尼法蘭西體育場                 | 79,610   |
| 2006–07 | AC米蘭         | 2–1      | 利物浦         | 希腊雅典奧林匹克體育場                 | 63,000   |
| 2007–08 | 曼聯           | 1–1*[J]  | 車路士         | 俄羅斯莫斯科盧日尼基體育場             | 67,310   |
| 2008–09 | 巴塞隆拿       | 2–0      | 曼聯           | 義大利羅馬奧林匹克體育場               | 62,467   |
| 2009–10 | 國際米蘭       | 2–0      | 拜仁慕尼黑     | 西班牙馬德里班拿貝球場                 | 73,490   |
| 2010–11 | 巴塞隆拿       | 3–1      | 曼聯           | 英格兰倫敦溫布利球場                   | 87,695   |
| 2011–12 | 車路士         | 1–1*[K]  | 拜仁慕尼黑     | 德国慕尼黑安聯球場                     | 62,500   |
| 2012–13 | 拜仁慕尼黑     | 2–1      | 多蒙特         | 英格兰倫敦溫布利球場                   | 86,298   |
| 2013–14 | 皇家馬德里     | 4–1†     | 馬德里體育會   | 葡萄牙里斯本盧斯球場                   | 60,976   |
| 2014–15 | 巴塞隆拿       | 3–1      | 祖雲達斯       | 德国柏林奧林匹克體育場                 | 70,442   |
| 2015–16 | 皇家馬德里     | 1–1*[L]  | 馬德里體育會   | 義大利米蘭聖西路球場                   | 71,942   |
| 2016–17 | 皇家馬德里     | 4–1      | 祖雲達斯       | 卡迪夫千禧球場                         | 65,842   |
| 2017–18 | 皇家馬德里     | 3–1      | 利物浦         | 乌克兰基輔奧林匹克國家綜合體育場       | 61,561   |
| 2018–19 | 利物浦         | 2–0      | 熱刺           | 西班牙馬德里萬達大都會球場             | 63,272   |
| 2019–20 | 拜仁慕尼黑     | 1–0      | 巴黎聖日耳門   | 葡萄牙里斯本盧斯球場                   | 0        |
| 2020–21 | 車路士         | 1–0      | 曼城           | 葡萄牙波爾圖火龍球場                   | 14,110   |
| 2021–22 | 皇家馬德里     | 1–0      | 利物浦         | 法國聖但尼法蘭西體育場                 | 75,000   |
| 2022–23 | 曼城           | 1–0      | 國際米蘭       | 土耳其伊斯坦堡阿塔圖克奧林匹克體育場   | 71,412   |
| 2023–24 | 皇家馬德里     | 2–0      | 多蒙特         | 英格兰倫敦溫布利球場                   | 86,212   |
| 2024–25 | 巴黎聖日耳門   | 5–0      | 國際米蘭       | 德国慕尼黑安聯競技場                   | 64,327   |
| 2025–26 |                | －       |                | 匈牙利布達佩斯普斯卡斯競技場           |          |

備註：
A. ^  雙方於首場決賽在 90 分鐘內賽和 1–1，因此需要於兩日後重賽一場。
B. ^  雙方 90 分鐘內及加時賽後仍然賽和 1–1，利物浦憑互射十二碼以 4–2 勝出。
C. ^  雙方 90 分鐘內及加時賽後仍然賽和 0–0，布加勒斯特星隊憑互射十二碼以 2–0 勝出。
D. ^  雙方 90 分鐘內及加時賽後仍然賽和 0–0，PSV燕豪芬憑互射十二碼以 6–5 勝出。
E. ^  雙方 90 分鐘內及加時賽後仍然賽和 0–0，貝爾格萊德紅星憑互射十二碼以 5–3 勝出。
F. ^  雙方 90 分鐘內及加時賽後仍然賽和 1–1，祖雲達斯憑互射十二碼以 4–2 勝出。
G. ^  雙方 90 分鐘內及加時賽後仍然賽和 1–1，拜仁慕尼黑憑互射十二碼以 5–4 勝出。
H. ^  雙方 90 分鐘內及加時賽後仍然賽和 0–0，AC米蘭憑互射十二碼以 3–2 勝出。
I. ^  雙方 90 分鐘內及加時賽後仍然賽和 3–3，利物浦憑互射十二碼以 3–2 勝出。
J. ^  雙方 90 分鐘內及加時賽後仍然賽和 1–1，曼聯憑互射十二碼以 6–5 勝出。
K. ^  雙方 90 分鐘內及加時賽後仍然賽和 1–1，車路士憑互射十二碼以 4–3 勝出。
L. ^  雙方 90 分鐘內及加時賽後仍然賽和 1–1，皇家馬德里憑互射十二碼以 5–3 勝出。

## 成績統計

### 按球隊
| 球會           | 冠軍 | 亞軍 | 冠軍年份                                                                                 | 亞軍年份                                 |
| -------------- | ---- | ---- | ---------------------------------------------------------------------------------------- | ---------------------------------------- |
| 皇家馬德里     | 15   | 3    | 1956, 1957, 1958, 1959, 1960, 1966, 1998, 2000, 2002, 2014, 2016, 2017, 2018, 2022, 2024 | 1962, 1964, 1981                         |
| AC米蘭         | 7    | 4    | 1963, 1969, 1989, 1990, 1994, 2003, 2007                                                 | 1958, 1993, 1995, 2005                   |
| 拜仁慕尼黑     | 6    | 5    | 1974, 1975, 1976, 2001, 2013, 2020                                                       | 1982, 1987, 1999, 2010, 2012             |
| 利物浦         | 6    | 4    | 1977, 1978, 1981, 1984, 2005, 2019                                                       | 1985, 2007, 2018, 2022                   |
| 巴塞隆拿       | 5    | 3    | 1992, 2006, 2009, 2011, 2015                                                             | 1961, 1986, 1994                         |
| 阿積士         | 4    | 2    | 1971, 1972, 1973, 1995                                                                   | 1969, 1996                               |
| 國際米蘭       | 3    | 4    | 1964, 1965, 2010                                                                         | 1967, 1972, 2023, 2025                   |
| 曼聯           | 3    | 2    | 1968, 1999, 2008                                                                         | 2009, 2011                               |
| 祖雲達斯       | 2    | 7    | 1985, 1996                                                                               | 1973, 1983, 1997, 1998, 2003, 2015, 2017 |
| 賓菲加         | 2    | 5    | 1961, 1962                                                                               | 1963, 1965, 1968, 1988, 1990             |
| 車路士         | 2    | 1    | 2012, 2021                                                                               | 2008                                     |
| 諾定咸森林     | 2    | 0    | 1979, 1980                                                                               |                                          |
| 波圖           | 2    | 0    | 1987, 2004                                                                               |                                          |
| 多蒙特         | 1    | 2    | 1997                                                                                     | 2013, 2024                               |
| 些路迪         | 1    | 1    | 1967                                                                                     | 1970                                     |
| 漢堡           | 1    | 1    | 1983                                                                                     | 1980                                     |
| 布加勒斯特星隊 | 1    | 1    | 1986                                                                                     | 1989                                     |
| 馬賽           | 1    | 1    | 1993                                                                                     | 1991                                     |
| 曼城           | 1    | 1    | 2023                                                                                     | 2021                                     |
| 巴黎聖日耳門   | 1    | 1    | 2025                                                                                     | 2020                                     |
| 飛燕諾         | 1    | 0    | 1970                                                                                     |                                          |
| 阿士東維拉     | 1    | 0    | 1982                                                                                     |                                          |
| PSV燕豪芬      | 1    | 0    | 1988                                                                                     |                                          |
| 貝爾格萊德紅星 | 1    | 0    | 1991                                                                                     |                                          |
| 馬德里體育會   | 0    | 3    |                                                                                          | 1974, 2014, 2016                         |
| 蘭斯           | 0    | 2    |                                                                                          | 1956, 1959                               |
| 華倫西亞       | 0    | 2    |                                                                                          | 2000, 2001                               |
| 費倫天拿       | 0    | 1    |                                                                                          | 1957                                     |
| 法蘭克福       | 0    | 1    |                                                                                          | 1960                                     |
| 柏迪遜         | 0    | 1    |                                                                                          | 1966                                     |
| 彭拿典奈高斯   | 0    | 1    |                                                                                          | 1971                                     |
| 列斯聯         | 0    | 1    |                                                                                          | 1975                                     |
| 聖伊天         | 0    | 1    |                                                                                          | 1976                                     |
| 慕遜加柏       | 0    | 1    |                                                                                          | 1977                                     |
| 布魯日         | 0    | 1    |                                                                                          | 1978                                     |
| 馬模           | 0    | 1    |                                                                                          | 1979                                     |
| 羅馬           | 0    | 1    |                                                                                          | 1984                                     |
| 森多利亞       | 0    | 1    |                                                                                          | 1992                                     |
| 利華古遜       | 0    | 1    |                                                                                          | 2002                                     |
| 摩納哥         | 0    | 1    |                                                                                          | 2004                                     |
| 阿仙奴         | 0    | 1    |                                                                                          | 2006                                     |
| 熱刺           | 0    | 1    |                                                                                          | 2019                                     |

### 按國家
| 國家     | 冠軍 | 亞軍 | 奪冠球隊                                                                   |
| -------- | ---- | ---- | -------------------------------------------------------------------------- |
| 西班牙   | 20   | 11   | 皇家馬德里 (15)、巴塞隆拿 (5)                                              |
| 英格兰   | 15   | 11   | 利物浦 (6)、曼聯 (3)、諾定咸森林 (2)、車路士 (2)、阿士東維拉 (1)、曼城 (1) |
| 義大利   | 12   | 18   | AC米蘭 (7)、國際米蘭 (3)、祖雲達斯 (2)                                     |
| 德国     | 8    | 11   | 拜仁慕尼黑 (6)、漢堡 (1)、多蒙特 (1)                                       |
| 荷蘭     | 6    | 2    | 阿積士 (4)、飛燕諾 (1)、PSV燕豪芬 (1)                                      |
| 葡萄牙   | 4    | 5    | 賓菲加 (2)、波圖 (2)                                                       |
| 法國     | 2    | 6    | 馬賽 (1), 巴黎聖日耳門 (1)                                                 |
| 苏格兰   | 1    | 1    | 些路迪 (1)                                                                 |
| 羅馬尼亞 | 1    | 1    | 布加勒斯特星隊 (1)                                                         |
| 南斯拉夫 | 1    | 1    | 貝爾格萊德紅星 (1)                                                         |
| 希腊     | 0    | 1    |                                                                            |
| 比利时   | 0    | 1    |                                                                            |
| 瑞典     | 0    | 1    |                                                                            |

### 按城市
| 城市       | 冠軍 | 亞軍 | 冠軍球隊                 | 亞軍球隊                         |
| ---------- | ---- | ---- | ------------------------ | -------------------------------- |
| 馬德里     | 15   | 6    | 皇家馬德里 (15)          | 皇家馬德里 (3), 馬德里體育會 (3) |
| 米蘭       | 10   | 8    | AC米蘭 (7), 國際米蘭 (3) | AC米蘭 (4), 國際米蘭 (4)         |
| 利物浦     | 6    | 4    | 利物浦 (6)               | 利物浦 (4)                       |
| 慕尼黑     | 6    | 5    | 拜仁慕尼黑 (6)           | 拜仁慕尼黑 (5)                   |
| 巴塞羅那   | 5    | 3    | 巴塞隆拿 (5)             | 巴塞隆拿 (3)                     |
| 曼徹斯特   | 4    | 3    | 曼聯 (3)，曼城 (1)       | 曼聯 (2), 曼城 (1)               |
| 阿姆斯特丹 | 4    | 2    | 阿積士 (4)               | 阿積士 (2)                       |
| 都靈       | 2    | 7    | 祖雲達斯 (2)             | 祖雲達斯 (7)                     |
| 里斯本     | 2    | 5    | 賓菲加 (2)               | 賓菲加 (5)                       |
| 倫敦       | 2    | 3    | 車路士 (2)               | 車路士 (1), 阿仙奴 (1), 熱刺 (1) |
| 諾定咸     | 2    | 0    | 諾定咸森林 (2)           |                                  |
| 波圖       | 2    | 0    | 波圖 (2)                 |                                  |
| 多蒙特     | 1    | 2    | 多蒙特 (1)               | 多蒙特 (2)                       |
| 格拉斯哥   | 1    | 1    | 些路迪 (1)               | 些路迪 (1)                       |
| 漢堡       | 1    | 1    | 漢堡 (1)                 | 漢堡 (1)                         |
| 布加勒斯特 | 1    | 1    | 布加勒斯特星隊 (1)       | 布加勒斯特星隊 (1)               |
| 貝爾格萊德 | 1    | 1    | 貝爾格萊德紅星 (1)       | 柏迪遜 (1)                       |
| 馬賽       | 1    | 1    | 馬賽 (1)                 | 馬賽 (1)                         |
| 巴黎       | 1    | 1    | 巴黎聖日耳門 (1)         | 巴黎聖日耳門 (1)                 |
| 伯明翰     | 1    | 0    | 阿士東維拉 (1)           |                                  |
| 燕豪芬     | 1    | 0    | PSV燕豪芬 (1)            |                                  |
| 鹿特丹     | 1    | 0    | 飛燕諾 (1)               |                                  |

## 纪录统计

### 入球
- 第一位在歐洲冠軍盃中大演帽子戲法的球員是在1955年9月7日效力Budapesti Voros Lobogo（即現時MTK布達佩斯）的保洛塔什·彼得（Péter Palotás）所創下，當時在對比利時的安德列治個人連入三球協助球隊以6比3擊敗對手。[15]
- 歐冠最快的入球由效力拜仁慕尼黑的荷蘭前鋒罗伊·马凯所創下，他在2007年3月7日一場十六強次回合對皇家馬德里中以10.2秒射入。
- 保羅·馬甸尼在伊斯坦布尔的决赛中开场不到1分钟攻进的球是欧冠决赛最快以及攻入球员年龄最大的进球。
- 歐冠正賽引進小組賽後的單場最懸殊比分為8-0，由利物浦（2007/08赛季主场對贝西克塔斯）和皇家馬德里（2015/16球季，主場對馬模）共同保持。
- 拜仁慕尼黑在2008/09赛季十六强赛总比分12-1淘汰里斯本竞技（客场5-0，主场7-1），创造淘汰赛最悬殊总比分
- 淘汰賽兩回合最多總進球數為13球，由2008/09赛季十六强拜仁慕尼黑总比分12-1輕取里斯本竞技、2017/18赛季四強利物浦總比分7-6戰勝羅馬，以及2024/25赛季四強國際米蘭總比分7-6戰勝巴塞隆納並列。
- 淘汰賽單場最懸殊比分為7-0。由拜仁慕尼黑（2011/12赛季，十六强第二回合主场對巴塞尔）和曼城（2018/19赛季，十六强第二回合主场對沙爾克04；2022/23赛季，十六强第二回合主場對RB莱比锡）共同保持。
- 決賽單場最懸殊比分為5-0。由巴黎聖日耳門（2024/25赛季對国际米兰）保持。
- 梅西在2011/12赛季十六强赛巴塞罗那主场7-1大敗拜尔勒沃库森的比赛中成为赛事历史上首位单场独中五球的球员，协助巴塞罗那总比分10-2晋级八强。哈兰德在2022/23赛季十六强赛曼城主场7-0橫掃RB莱比锡的比赛中成为第二位五子登科的球员。
- 基斯坦奴·朗拿度在2013/14赛季創造了單賽季最高入球紀錄，他共取得17個入球，刷新了此前美斯所保持的14球紀錄。
- 路易斯·阿德里亚诺在2014/15赛季分組賽薩克達作客7-0橫掃巴迪的比賽中成為賽事歷史上第二位單場獨中五球的球員。他於分組賽薩克達主場5-0橫掃巴迪再次大演帽子戲法，成為賽事歷史上第一位連續兩場射入三球或以上的球員。
- 個人在決賽中取得最多入球的紀錄是7球，保持此紀錄的共有兩人，而且二人更是同一球隊的前鋒拍擋，他們就是皇家馬德里的迪·史提芬奴和普斯卡斯，當中普斯卡斯更只用了兩場（一場4球及一場3球）便完成了。
- 在決賽中入球最多的球員頭兩位均為皇家馬德里球員，分別為迪·史提芬奴(7球)、普斯卡斯(7球)。
- 最多次在決賽入球的球員是迪·史提芬奴，他曾連續五年於決賽中破門得分。
- 普斯卡斯是唯一一位在決賽中連中三元而仍然輸掉比賽的球員。
- 基斯坦奴·朗拿度於2017年12月6日的賽事中成為首位為單一球會進球破百球員[16]。
- 2022年3月，本澤馬以34歲又80天的年紀完成帽子戲法，他也成為歐冠歷史上年紀最大的帽子戲法紀錄保持者。[17]

### 球員及領隊
- 奪得最多歐冠盃冠軍獎盃的球員共有5人：已故前隊長亨托（Francisco Gento，1956、1957、1958、1959、1960、1966）；托尼·克羅斯（2013、2016、2017、2018、2022、2024）；拿祖、莫德里奇與丹尼爾·卡瓦哈爾（2014、2016、2017、2018、2022、2024）
- 前皇家馬德里隊長亨托及前AC米蘭隊長馬甸尼是目前晉身歐洲冠軍盃/歐冠聯賽決賽次數最多的球員，他們先後帶領所屬球隊合共八次晉身決賽階段。
- 塞萨尔·马尔蒂尼及其兒子保罗·马尔蒂尼是目前唯一的父子同時以隊長身份奪得歐洲冠軍盃/歐冠聯賽冠軍。塞萨尔·马尔蒂尼於1962至63年帶領AC米蘭摘下桂冠，40年後的2002至03年、2006至07年保罗·马尔蒂尼兩次帶領AC米蘭奪得冠軍，巧合的是這兩人首場以隊長身份的決賽剛巧在英國舉行，前者為倫敦，後者為曼徹斯特。
- 安察洛堤是奪冠軍獎盃最多次的領隊。安察洛堤於2003年、2007年、2014年、2022年及2024年五次帶隊奪得歐冠，是第一位五奪歐冠的領隊。
- 安察洛堤是帶領球隊最多次晉身歐冠決賽的領隊，他六度打入決賽。安察洛堤於2003年、2005年及2007年帶領意大利的AC米蘭殺入決賽，2014年、2022年及2024年帶領西班牙的皇家馬德里殺入決賽，於2003年、2007年、2014年、2022年及2024年決賽奪冠。
- 荷蘭中場球員施多夫是第一位代表三間不同球會奪得歐冠冠軍的球員，分別為1995年代表阿積士、1998年代表皇家馬德里及2003年、2007年代表AC米蘭，共計得過四次冠軍。
- 拉素門將巴路達（英语：Marco Ballotta）在2007年12月11日對皇家馬德里中，以43歲253日成為歐冠最年老上陣的球員。
- 巴塞隆納有2位領隊瓜迪奧拉及安歷基分別在2009年和2015年賽季成為第一位及第三位初次帶隊參加便奪冠的領隊，而另两位則是2012年以看守領隊身份帶領車路士首次登頂的迪馬堤奧以及2016年赛季中旬上任的皇家马德里主教练齐达内。
- 當瓜迪奧拉在2009年賽季帶領巴塞隆納奪冠時，只有38歲，是史上最年輕的歐洲冠軍領隊。
- 有七位分別先後以球員和主帥身份奪得歐洲冠軍，分別是穆諾茲(1956、1957年做為皇馬球員奪冠，1960、1966年做為皇馬主帥奪冠)，特拉帕托尼（1963、1969年做為AC米蘭球員奪冠，1985年做為尤文圖斯主帥奪冠），克魯伊夫（1971、1972、1973年做為阿賈克斯球員奪冠，1992年做為巴塞隆納主帥奪冠），安切洛蒂（1989、1990年做為AC米蘭球員奪冠，2003、2007年做為AC米蘭主帥奪冠，2014、2022年、2024年做為皇馬主帥奪冠），里傑卡爾德（1989、1990年做為AC米蘭球員奪冠，1995年做為阿賈克斯球員奪冠，2006年做為巴塞隆納主帥奪冠），瓜迪奧拉（1992年做為巴塞隆納球員奪冠，2009年、2011年做為巴塞隆納主帥奪冠，2023年做為曼城主帥奪冠），施丹（2002年做為皇馬球員奪冠，2016-2018年做為皇馬主帥奪冠）。
- 有七位帶領不同球隊奪得歐冠的主帥，分別是恩斯特·哈佩尔(1970年飛燕諾、1983年漢堡)，希斯菲特（1997年多特蒙德、2001年拜仁慕尼黑），摩連奴（2004年波圖、2010年國際米蘭），海因克斯（1998年皇家马德里、2013年拜仁慕尼黑），安察洛堤（2003年、2007年AC米蘭、2014年、2022年、2024年皇家馬德里），瓜迪奧拉（2009年、2011年巴塞隆納、2023年曼城），安歷基（2015年巴塞隆納、2025年巴黎圣日耳曼）。
- 喀麥隆前鋒伊度奧於2009年及2010年先後協助巴塞隆納及國際米蘭奪得歐冠冠軍，而且兩支球隊在該年同時奪得聯賽及盃賽冠軍成為三冠王，是歐洲足協史上第一位取得雙三冠王的球員，也是唯一一位效力於兩支不同球隊而成就三冠王的球員。
- 巴塞隆拿分別於2009年及2015年奪得歐冠、西甲及西班牙國王盃冠軍，成為歐洲足協史上首支雙三冠王球隊  ，因此兩朝元老：美斯、沙維、恩尼斯達、布斯基斯、碧基、柏度·洛迪古斯及丹尼爾·艾維斯亦同時成為歐洲足協史上第二位取得雙三冠王的球員，連同伊度奧，總共8位雙三冠王球員。
- 車路士的賴恩·比特蘭（2012年）第一次代表切爾西於歐冠賽事中出場，也讓他成為了史上第一個第一次歐冠出場就拿到歐冠冠軍的球員。
- 2019-2020赛季，RB莱比锡两回合4：0横扫热刺，球队少帅纳格尔斯曼也成为最年轻的欧冠八强主教练。

### 俱樂部
- 自1992/93賽季改制後，皇家馬德里是首支成功衛冕的球隊，他們不僅於2017年的決賽以4-1擊敗祖雲達斯，2018年再次殺入決賽並以3-1擊敗利物浦，成功締造歐洲冠軍聯賽三連冠歷史。此前的AC米蘭（1993～1995年）、阿積士（1996、1997年）、尤文圖斯（1996～1998年）和曼聯（2008、2009年）都未能完成連霸。
- 在歐冠歷史上，連續奪冠最多的紀錄來自於皇家馬德里，奪得首五届賽事的奬盃。
- 西班牙球隊皇家馬德里在1997/1998赛季到2024/25賽季創出連續28年最長連續參加歐洲冠軍盃/歐冠聯賽的紀錄，打破了之前英格蘭曼聯曾經在1996/1997赛季到2013/2014賽季創出連續十八年的记录，而皇家馬德里亦曾經在1955/56年至1969/70年賽季創出連續15年的记录。
- 自1991/92賽季設立分組賽賽制起，皇家馬德里連續參加27季歐洲冠軍聯賽皆晉級淘汰賽而嘗未分組賽出局的球隊。
- 曼聯曾創下25場歐冠最長的不敗紀錄。曼联在2006/2007赛季的半决赛第二回合中败给了AC米兰，但之后的由2007/2008赛季以不败战绩夺冠，直至2008/2009赛季决赛被西班牙巴塞罗那击败。曼联目前保持最长主场连胜纪录（12场，2006年9月-2008年4月）。
- 曼聯在1998/99年賽季成為首支以非本土聯賽冠軍或衛冕冠軍身份參加賽事而奪得冠軍的球隊，1997/1998赛季其在英格蘭足球超級聯賽以聯賽亞軍身份參加1998/1999赛季的歐冠聯賽賽事。
- 英格蘭球隊阿仙奴在2005/2006年賽季創下連續10場的最長不失球紀錄，直至決賽階段被巴塞隆拿的喀麥隆前峰伊度奧終止了995分鐘的不失球紀錄。
- 2005年至2006年的利物浦成為首支球隊參加過全部三圈外圍賽而晉級淘汰賽階段的球隊（由1999年至2000年球季開始）。
- 2009年改制前，为表扬队伍在欧冠有出色的表现，欧足联会获得颁发一枚荣誉徽章「多次勝者臂章」给得奖队伍，代表有关队伍可以永久拥有冠军奖杯，其球衣也会加上荣誉臂章；欧足联则会重新订造奖杯使用。获奖条件必须是五次夺得冠军或连续三次夺得冠军。只有五支球队达成该目标——西班牙皇家马德里（13次夺得欧冠冠军，1956年至1960年连续5年夺得欧冠冠军，2016年至2018年連續3年奪得歐冠冠軍）、意大利AC米兰（7次夺得欧冠冠军）、英国利物浦（6次夺得欧冠冠军）、荷兰阿積士（1971年至1973年连续3年夺得欧冠冠军）和德国拜仁慕尼黑（1974年至1976年连续3年夺得欧冠冠军）。巴塞隆納於2014/15拿到第五座歐冠冠軍，無法永久保留歐冠獎盃真身，但一樣可以配戴「多次勝者臂章」。
- 截止2022/23年賽季共有12支隊伍不敗封王，包括AC米蘭（意大利，1988/89及1993/94）、國際米蘭（意大利，1963/64）、阿積士（荷兰，1971/72及1994/95）、諾定咸森林（英国，1978/79）、利物浦（英国，1980/81及1983/84）、馬賽（法国，1992/93）、貝爾格萊德紅星（塞尔维亚，1990/91）、曼聯（英国，1998/99及2007/08）、巴塞隆拿（西班牙，2005/06）、拜仁慕尼黑（德國，2019/20）、曼城（英格蘭，2022/23）、皇家馬德里（西班牙，2023/24）。其中又以2019/20拜仁慕尼黑為唯一全勝封王隊伍。
- 英格蘭球隊利物浦（1976年及1977年）及葡萄牙球隊波圖（2003年及2004年）連續兩年先後奪得歐洲足協盃及歐洲冠軍盃/歐冠聯賽冠軍。
- 英格蘭的車路士以卫冕冠军身份参加2012/13赛季的欧冠小组赛，可惜小组便告出局，成为欧冠改制以来首支未能晋级淘汰赛阶段的卫冕冠军。但是他们藉此轉戰該季的欧洲联赛並打入決賽，並战胜決賽對手本菲卡，成为历史上首支连续两年先夺得欧冠冠军后夺得欧足联欧洲联赛冠军的球队。
- 英格蘭的诺丁汉森林曾取得连续两个欧洲冠军，但却一共只获得过一次英格兰联赛冠军，是至今唯一一支欧洲冠军数量超过国内冠军数量的球队。而且，它也是第一支降入国内第三级别联赛的前欧洲冠军。
- 英格蘭的阿士東維拉是歷屆歐洲冠軍盃/歐冠聯賽冠軍隊伍當中本土聯賽成績最差的球隊，他們在1981至82年賽季一比零擊敗拜仁慕尼黑奪得歐冠盃冠軍，但另一方面在英甲聯賽只取得第十一名。
- 英格蘭的熱刺為歷屆歐冠參賽隊伍中上一個賽季本國聯賽成績最差的球隊，他們2024/25在英超排名第十七名，但在歐霸決賽打敗英超排名第十五名的曼聯[18]，憑藉歐霸冠軍取得2025/26歐冠正賽資格。
- 西班牙的维戈塞尔塔是歷屆歐冠參賽隊伍中當年本國聯賽成績最差的球隊，他們參加了2003/04賽季的歐冠小組賽階段，但賽季結束僅排名西甲第十九名，慘遭降級。歐冠參賽隊伍中當年本國聯賽慘遭降級的球隊還有同样来自西班牙的比利亞雷阿爾，他們參加了2011/12賽季的歐冠小組賽階段，但賽季結束僅排名西甲第18位。
- 最多次成為亞軍的球隊为意大利的祖雲達斯，共夺得七届亚军。拿過最多次亞軍但從未奪冠的球隊為馬德里競技，共贏得三次亞軍。
- 巴黎聖日耳曼在淘汰賽階段首回合領先最多球但在次回遭到逆轉出局，在2016–17年賽季的十六強賽，巴塞隆納在首回合以零比四敗於巴黎聖日門，次回合以六比一取勝及及總比數以六比五逆轉出線。
- 至4輪外圍賽制度起，只有三支球隊最後進入小組賽階段，這就是貝爾格勒紅星足球俱樂部（2018-19和2019 – 20）、費倫斯華路士體育會（2020-21）、舒列夫足球會 （2021-22），儘管看到不少第二輪球隊可以出線但未能成功。

### 国家
- 英格蘭球隊曾經在1977年至1982年連續6年取得歐冠冠軍，是至今最長的一國連冠紀綠。
- 英格蘭於2025/26歐冠將成為史上第一個能派出6支球隊參賽的國家。
- 歷史上歐冠聯賽尚未出現同國球隊包攬四強的情況，曾經出現過5次同國三支球隊打入四強的情況，其中西、意、英各有一次三支球隊打入四強並包攬決賽的盛況。
  - 1999/2000-皇家馬德里、瓦倫西亞、巴塞羅那（同為西班牙球隊，包攬決賽）
  - 2002/2003-AC米蘭、尤文圖斯、國際米蘭（同為意大利球隊，包攬決賽）
  - 2006/2007-利物浦、切爾西、曼聯（同為英格蘭球隊，冠軍意大利AC米蘭）
  - 2007/2008-曼聯、切爾西、利物浦（同為英格蘭球隊，包攬決賽）
  - 2008/2009-曼聯、切爾西、阿森納（同為英格蘭球隊，冠軍西班牙巴塞羅那）
- 歷史上歐洲冠軍盃和歐冠聯賽曾經出現過35次兩支來自同一個國家的球隊對賽。包括：
  - 13次英國俱樂部之間
  - 13次西班牙俱樂部之間
  - 6次意大利俱樂部之間
  - 3次德國俱樂部之間
  - 1次法國俱樂部之間
  - 其中決賽出現過8次（西班牙、英國各3次，意大利、德國各1次）：
    - 1999/2000年決賽 — 皇家馬德里 對 華倫西亞（同為西班牙球隊）
    - 2002/2003年決賽 — AC米蘭 對 祖雲達斯（同為意大利球隊）
    - 2007/2008年決賽 — 曼聯 對 車路士（同為英國球隊）
    - 2012/2013年決賽 — 拜仁慕尼黑 對 多蒙特（同為德國球隊）
    - 2013/2014年決賽 — 皇家馬德里 對 馬德里體育會（同為西班牙球隊）
    - 2015/2016年決賽 — 皇家馬德里 對 馬德里體育會（同為西班牙球隊）
    - 2018/2019年決賽 — 利物浦 對 托定咸熱刺（同為英國球隊）
    - 2020/2021年決賽 — 車路士 對 曼城（同為英國球隊）

  - 而同城德比（真正的德比）則有10次，包括（西班牙馬德里6次，意大利米蘭3次，英國倫敦1次）： 
    - 1958/1959年 — 皇家馬德里 對 馬德里體育會（準決賽，同為西班牙馬德里球隊）
    - 2002/2003年 — AC米蘭 對 國際米蘭（準決賽，同為意大利米蘭球隊）
    - 2003/2004年 — 切爾西 對 阿森納（八強，同為英國倫敦球隊）
    - 2004/2005年 — AC米蘭 對 國際米蘭（八強，同為意大利米蘭球隊）
    - 2013/2014年 — 皇家馬德里 對 馬德里體育會（決賽，同為西班牙馬德里球隊）
    - 2014/2015年 — 皇家馬德里 對 馬德里體育會（八強，同為西班牙馬德里球隊）
    - 2015/2016年 — 皇家馬德里 對 馬德里體育會（決賽，同為西班牙馬德里球隊）
    - 2016/2017年 — 皇家馬德里 對 馬德里體育會（準決賽，同為西班牙馬德里球隊）
    - 2022/2023年 — 國際米蘭 對 AC米蘭（準決賽，同為意大利米蘭球隊）
    - 2014/2015年 — 皇家馬德里 對 馬德里體育會（十六強，同為西班牙馬德里球隊）

## 歷屆神射手
| 球季      | 球員                    | 球隊           | 進球 |
| --------- | ----------------------- | -------------- | ---- |
| 1955-56   | 南斯拉夫                | 南斯拉夫       | 8    |
| 1956-57   | 丹尼斯·維奧勒           | 曼聯           | 9    |
| 1957-58   | 阿根廷                  | 皇家馬德里     | 10   |
| 1958-59   | 法國                    | 蘭斯           | 10   |
| 1959-60   | 匈牙利                  | 皇家馬德里     | 12   |
| 1960-61   | 葡萄牙                  | 葡萄牙         | 11   |
| 1961-62   | 海因茨·施特雷尔         | 紐倫堡         | 8    |
| 1962-63   |            | AC米蘭         | 14   |
| 1963-64   | 南斯拉夫                | 南斯拉夫       | 7    |
| 1963-64   | 桑德羅·馬佐拉           | 國際米蘭       | 7    |
| 1963-64   | 匈牙利                  | 皇家馬德里     | 7    |
| 1964-65   | 尤西比奧                | 葡萄牙         | 9    |
| 1964-65   | 葡萄牙                  | 葡萄牙         | 9    |
| 1965-66   | 匈牙利                  | 匈牙利         | 7    |
| 1965-66   | 尤西比奧                | 葡萄牙         | 7    |
| 1966-67   | 尤爾根·皮蓬堡           | 法蘭克福第一   | 6    |
| 1966-67   | 比利时                  | 比利时         | 6    |
| 1967-68   | 尤西比奧                | 葡萄牙         | 6    |
| 1968-69   | 蘇格蘭                  | 曼聯           | 9    |
| 1969-70   | 英格兰                  | 英格兰         | 8    |
| 1970-71   | 安東尼亞迪斯            | 希腊           | 10   |
| 1971-72   | 荷兰                    | 荷兰           | 5    |
| 1971-72   | 多瑙伊·翁陶尔           | 烏伊佩斯特     | 5    |
| 1971-72   | 盧·馬卡利               | 蘇格蘭         | 5    |
| 1971-72   | 西尔韦斯特·塔卡奇       | 比利时         | 5    |
| 1972-73   | 西德                    | 拜仁慕尼黑     | 11   |
| 1973-74   | 西德                    | 拜仁慕尼黑     | 8    |
| 1974-75   | 西德                    | 拜仁慕尼黑     | 5    |
| 1974-75   | 馬爾卡羅夫              | 艾拉華特       | 5    |
| 1975-76   | 西德                    | 門興格拉德巴赫 | 6    |
| 1976-77   | 西德                    | 拜仁慕尼黑     | 5    |
| 1976-77   |            | 蘇黎世         | 5    |
| 1977-78   | 丹麦                    | 門興格拉德巴赫 | 5    |
| 1978-79   |            | 蘇黎世草蜢     | 11   |
| 1979-80   | 勒比                    | 荷兰           | 10   |
| 1980-81   |            | 利物浦         | 6    |
| 1980-81   | 蘇格蘭                  | 利物浦         | 6    |
| 1980-81   | 西德                    | 拜仁慕尼黑     | 6    |
| 1981-82   | 迪特尔·赫内斯           | 拜仁慕尼黑     | 7    |
| 1982-83   | 保羅·羅西               | 義大利         | 6    |
| 1983-84   | 索科爾                  | 苏联           | 6    |
| 1984-85   | 托尔比约恩·尼尔松       | 瑞典           | 7    |
| 1984-85   | 普拉蒂尼                | 義大利         | 7    |
| 1985-86   | 托尔比约恩·尼尔松       | 瑞典           | 6    |
| 1986-87   | 鲍里斯拉夫·茨韦特科维奇 | 貝爾格萊德紅星 | 7    |
| 1987-88   | 羅馬尼亞                | 布加勒斯特星隊 | 4    |
| 1987-88   | 讓-馬克·費雷里          | 波爾多         | 4    |
| 1987-88   | 拉巴馬德耶              | 葡萄牙         | 4    |
| 1987-88   | 蘇格蘭                  | 格拉斯哥流浪   | 4    |
| 1987-88   | 西班牙                  | 皇家馬德里     | 4    |
| 1987-88   | 魯伊阿瓜斯              | 葡萄牙         | 4    |
| 1988-89   | 荷兰                    | AC米蘭         | 10   |
| 1989-90   | 羅馬里奧                | 荷兰           | 6    |
| 1989-90   | 法國                    | 馬賽           | 6    |
| 1990-91   | 帕庫爾特                |   | 6    |
| 1990-91   | 法國                    | 馬賽           | 6    |
| 1991-92   |            | 葡萄牙         | 7    |
| 1991-92   | 法國                    | 馬賽           | 7    |
| 1992-93   | 索濟                    | 馬賽           | 5    |
| 1993-94   | 保加利亚                | 西班牙         | 5    |
| 1994-95   | 利比里亚                | 法國           | 7    |
| 1995-96   | 芬兰                    | 荷兰           | 9    |
| 1996-97   | 潘蒂奇                  | 西班牙         | 5    |
| 1997-98   | 義大利                  | 義大利         | 10   |
| 1998-99   | 乌克兰                  | 乌克兰         | 8    |
| 1998-99   | 千里達及托巴哥          | 曼聯           | 8    |
| 1999–2000 |            | 葡萄牙         | 10   |
| 1999–2000 | 里瓦爾多                | 西班牙         | 10   |
| 1999–2000 | 西班牙                  | 皇家馬德里     | 10   |
| 2000–01   | 西班牙                  | 皇家馬德里     | 7    |
| 2001–02   | 荷兰                    | 曼聯           | 10   |
| 2002–03   | 荷兰                    | 曼聯           | 12   |
| 2003–04   | 西班牙                  | 摩納哥         | 9    |
| 2004–05   | 荷兰                    | 曼聯           | 8    |
| 2005–06   | 乌克兰                  | AC米蘭         | 9    |
| 2006–07   | 卡卡                    | AC米蘭         | 10   |
| 2007–08   | 葡萄牙                  | 曼聯           | 8    |
| 2008–09   | 阿根廷                  | 西班牙         | 9    |
| 2009–10   | 阿根廷                  | 西班牙         | 8    |
| 2010–11   | 阿根廷                  | 西班牙         | 12   |
| 2011–12   | 阿根廷                  | 西班牙         | 14   |
| 2012–13   | 葡萄牙                  | 皇家馬德里     | 12   |
| 2013–14   | 葡萄牙                  | 皇家馬德里     | 17   |
| 2014–15   | 巴西                    | 西班牙         | 10   |
| 2014–15   | 葡萄牙                  | 皇家馬德里     | 10   |
| 2014–15   | 阿根廷                  | 西班牙         | 10   |
| 2015–16   | 葡萄牙                  | 皇家馬德里     | 16   |
| 2016–17   | 葡萄牙                  | 皇家馬德里     | 12   |
| 2017–18   | 葡萄牙                  | 皇家馬德里     | 15   |
| 2018–19   | 阿根廷                  | 西班牙         | 12   |
| 2019–20   | 波兰                    | 拜仁慕尼黑     | 15   |
| 2020–21   | 挪威                    | 德国           | 10   |
| 2021–22   | 法國                    | 皇家馬德里     | 15   |
| 2022–23   | 挪威                    | 英格兰         | 12   |
| 2023–24   | 挪威                    | 英格兰         | 8    |
| 2023–24   | 法國                    | 巴黎聖日耳曼   | 8    |
| 2024–25   | 几内亚                  | 德国           | 13   |
| 2024–25   | 巴西                    | 西班牙         | 13   |

## 宣传赞助

### 主题曲
歐洲足球協會规定，每个比赛日的比赛前3分钟，必须在现场播放《Champions League》的歐洲冠軍聯賽主題曲。《冠军联赛》主题曲庄严隆重，1992年由托尼·布里登根据亨德尔所创作的英国国王加冕颂歌《祭司撒督》（Zadok the Priest）修改，创作出了《冠军联赛》这首歌曲。英语、法语、德语短句“The main event”、“These are the champions”和“The champions”（“伟大的比赛、冠军”）在这首歌中不断重复。歌曲由英国皇家爱乐乐团演奏，圣马丁学院合唱团演唱。在大中华地区，这首歌常常被当做调侃阿森纳的歌曲《我厂已崩》。

### 贊助商

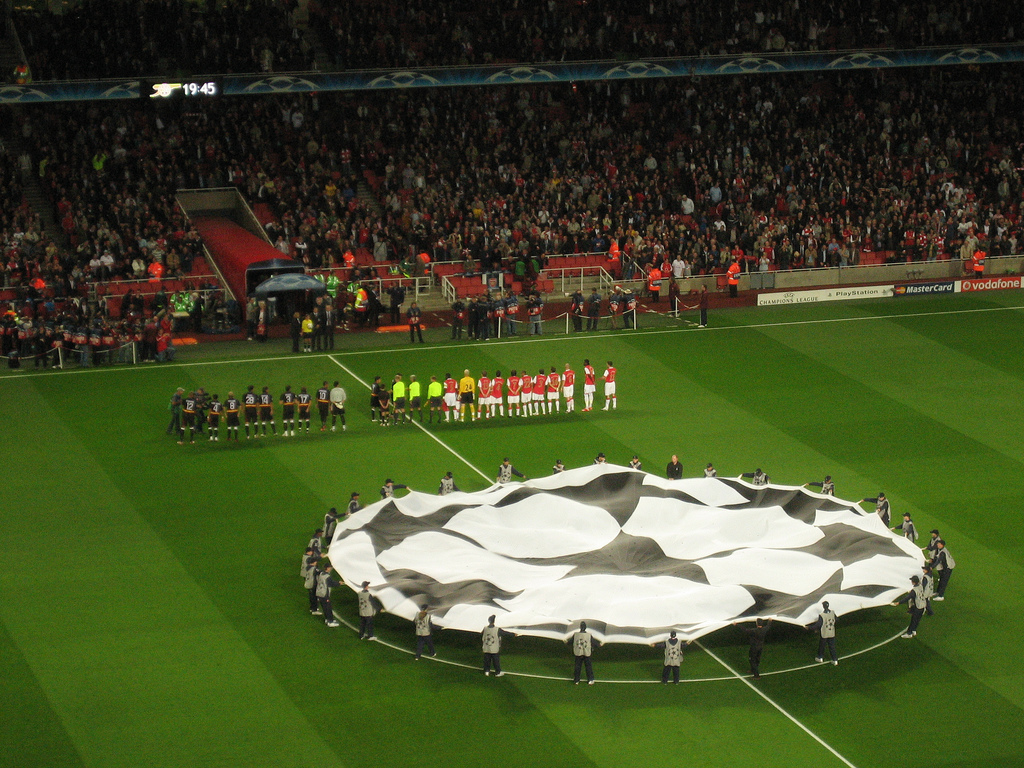
歐冠的標誌在賽前展示

像世界盃一樣，歐洲聯賽冠軍盃也會被一些大公司所贊助，亦和部份賽事如英超、南美自由盃、意甲等有聯繫。當歐洲冠軍聯賽於1992年改名時，設定最高每屆可有8個贊助商。主赞助商的广告會在场边廣告牌中登示，亦會在賽前賽後的訪問背景上出现。同时欧足联还和電視直播商合作，主贊助商的广告也会在世界各国的欧冠联赛转播，官方集锦及欧冠杂志节目结束前出现。同時在歐冠片頭和片尾結束前都會播放主贊助商的短廣告，也是歐冠的一個特色。
2024-27赛季的主赞助商如下：
- Expedia公司（包括旗下好订网及Expedia，美国）
- 联邦快递（美国）
- （荷蘭，禁酒精廣告的法國、挪威、俄罗斯等国不出现具体品牌）
- Just Eat Takeaway.com（包括旗下子品牌，荷蘭）
- 萬事達卡（美國）
- 百事公司（包括百事可樂、樂事及，美國）
- 索尼（包括旗下的PlayStation 5，日本）
- 威富公司（包括旗下的杰斯伯，美國）
- OPPO（中国大陆）
- 土耳其航空（土耳其）

以下公司曾为贊助商：
- 福特汽車（美國）
- HTC（台灣）
- 沃達豐（荷蘭）
- 義大利聯合信貸銀行（意大利）
- 日产汽车（日本）
- 俄罗斯天然气（俄罗斯）
- 桑坦德銀行 （西班牙）

愛迪達（德國）贊助歐洲足協使用的足球，每場歐冠賽事的足球均由愛迪達提供，在歐霸盃足球聯賽亦然，而在之前的歐洲足協盃則不是。
除非該球隊主場的冠名是以上的贊助商，否則歐聯賽事進行時不可以以歐洲足協以外的贊助商冠名。如拜仁慕尼黑的安联球场，因安联并非歐洲足協的贊助商，所以歐聯賽事（或歐洲足協相關賽事）進行時需以慕尼黑球場命名。

### 大中華地區轉播商
中国大陆目前的转播商为新爱体育（爱奇艺体育）。
港澳地区方面，香港观众可通过香港有线电视、now TV以及myTV SUPER所設的beIN Sports收看，由2021–22年歐洲冠軍聯賽球季開始，香港有线电视和myTV SUPER不再與beIN Sports合作，歐聯香港轉播權只局限在now TV手上。澳门则由澳广视直播小组赛部分场次及淘汰赛阶段全部比赛，当地观众也可通过CCTV-5收看赛事。
台灣觀眾可於愛爾達體育台收看比賽。

## 外部連結
- 欧洲冠军联赛 （页面存档备份，存于）
- 欧洲足联官方網站
- 歐洲聯賽冠軍盃規章 （页面存档备份，存于）（英文）
- 國際足球歷史及統計協會（IFFHS）（英文）
- 歐洲各國联赛近五年成績排名系统 （页面存档备份，存于）（英文）
- UEFA CHAMPIONS LEAGUE RANKINGS AND MORE... （页面存档备份，存于）